# إيرول سولومون مايرز
إيرول سولومون مايرز (بالإنجليزية: Errol Solomon Meyers) هو طبيب وجراح أسترالي، ولد في 9 أغسطس 1890، وتوفي في 11 فبراير 1956.